# ليندون سبنسر
ليندون سبنسر (بالإنجليزية: Lyndon Spencer)‏ هو ضابط أمريكي، ولد في 26 يناير 1898، وتوفي في 12 أبريل 1981.